# 柳天成
柳 天成（りゅう てんせい、Liu Tiancheng、1817年 - 1870年）は、清末の苗民反乱の指導者。
貴州省都勻府出身。1855年5月に蜂起し、柳五王と称した。7月に都勻府城に進攻し、11月には羅光明らと連合して、八寨庁城を占領した。1856年、再び都勻府城に進攻して占領したが、すぐに撤退している。1858年、麻哈州を陥落させ、再び都勻府城を占領した。その後、羅光明や潘新簡らと連合して、茘波・独山・都勻一帯を転戦した。さらにその後は李文彩と連合して茘波・独山を占領した。1869年6月、柳天成軍と貴州提督張文徳軍が羊安で交戦したが、柳天成軍は張文徳を負傷させ、清軍の大部分を殲滅する勝利をおさめた。柳天成軍は勢いに乗って三たび都勻府城を占領した。しかし翌年に都勻府が清軍の包囲を受けると、内部に裏切りが出て柳天成は殺害され、4月に都勻府は陥落した。